# Anisochalepus reimoseri
Anisochalepus reimoseri es una especie de coleóptero de la familia Chrysomelidae.
Fue descrita científicamente por primera vez en 1937 por Spaeth.